# Koldo Mitxelena Elissalt
Koldo Mitxelena Elissalt (Errenteria, 1915 - Sant Sebastià, 1987) va ser un lingüista basc, considerat una de les màximes autoritats en la llengua basca i un dels artífexs de la unificació d'aquest idioma. També conegut per Luis Michelena o Koldobika Mitxelena.

## Biografia
Koldo Mitxelena neix en el si d'una família fabril artesana. Una malaltia l'obliga de nen a guardar llit durant bastant temps, la qual cosa li permet llegir llargues hores i familiaritzar-se amb l'euskera culte, despertant una vocació que li durarà tota la vida. De família nacionalista, s'afilia a ELA-STV i al PNB i beu en les fonts del renéixer literari d'Euskaltzaleak, moviment de la joventut basquista dirigit per Aitzol. La vida quotidiana de Koldo Mitxelena ronda entre el treball a la fàbrica, els seus estudis, l'assistència a mítings i l'esport. L'extraordinària generació literària basquista de la preguerra, sota la influència de Lizardi, li interessa en gran manera.

### Guerra, condemna a mort i primera estada a la presó
En esclatar l'aixecament militar, Koldo Mitxelena es presenta com a voluntari a l'Eusko Gudarostea. Presoner a Santoña, és acusat de rebel·lió militar i condemnat a mort el 7 de setembre de 1937. Li va ser commutada la pena per la de 30 anys de reclusió major. Coneix les presons del Dueso, Larriínaga i Burgos. És en la presó de Burgos, gràcies al coneixement i amistat amb intel·lectuals i universitaris presos, on Koldo Mitxelena és convençut per Francisco Jordá, després catedràtic d'arqueologia, perquè iniciï estudis universitaris. Els intensos avatars de la seva vida no li ho permetran fins al 1948... Dos llibres el marquen profundament, el Manual de Gramática Española de Menéndez Pidal i la Historia de España d'Aguado Bleye. Posat en llibertat vigilada el 13 de gener de 1943, la seva estada en la presó fou de 5 anys, 4 mesos i 5 dies.

### Segona estada carcerària
Amb 27 anys i una precària salut, torna Koldo Mitxelena a Errenteria. L'empresari José Uranga li oferí un lloc de comptable a Madrid. Allí simultaniejarà el treball amb la clandestinitat. Són moments especialment delicats, en els quals l'oposició a Francisco Franco espera que el triomf dels aliats en la II Guerra mundial impliqui la caiguda del dictador. El 10 d'abril de 1946, és detingut per activitats clandestines de la CNT i dirigent del Partit Nacionalista Basc. Juntament amb ell, cauen tres importants galleguistes, Ramón Piñeiro i els germans Saco. És condemnat a dos anys de presó, però se li concedeix la llibertat el 30 de gener de 1948 després d'haver estat en les presons d'Alcalá, Ocaña, Yeserías i Talavera.

### Precarietat i creixement intel·lectual
El 1948, de tornada a Errenteria, es matricula per lliure en la facultat de Filosofia i Lletres de la Universitat de Madrid, animat pel seu company de presó Francisco Jordá. Les següents dues dècades són per a Mitxelena d'enorme creixement intel·lectual i de precarietat i pluriocupació. Amb els seus engreixats antecedents penals, trobar treball estable li era molt difícil, per la qual cosa es val dels amics i dels seus admiradors que, anteposant la vàlua científica i humana del lingüista a les diverses creences polítiques, procuren ajudar-lo (Arrue, Tovar, Amorós, Agudo, Vallejo, etcètera). El 1949, es casa amb Matilde Martínez de Ilarduya. Participa en la vaga de 1951. El 1954 és nomenat director tècnic del Seminari de Filologia basca Julio de Urquijo i membre del consell de la revista Egan. Inicia, així mateix, algunes classes a Salamanca, cridat pel seu amic i estudiós de la llengua basca, el rector Tovar, per a la creació dels primers estudis universitaris d'euskera a Espanya.

### Una destinació natural: la Universitat
El 1958 va ocupar la càtedra Larramendi de llengua i literatura basques a la Universitat de Salamanca, que fou la primera d'aquesta llengua en una universitat espanyola, i el 1959 es va doctorar en filosofia i lletres, disciplina l'estudi de la qual va començar a la presó. La destinació natural de Koldo Mitxelena és la universitat i la comunitat científica internacional i per a això ha d'aconseguir la cancel·lació dels antecedents penals que li impedeixen l'accés a ambdues, per la qual cosa novament els amics i científics admiradors de Koldo Mitxelena van a ser fonamentals. La vida i docència a Salamanca va representar un període feliç per a ell i la seva família.

### Unificació de la llengua basca
Amb simultaneïtat al seu pas definitiu a Salamanca, l'Acadèmia de la Llengua Basca li encomana la tasca d'establir els criteris d'unificació de l'euskera, empresa que escomet enmig de controvèrsies i polèmiques. La lletra "H" va a convertir-se en el seu cavall de batalla, així com el tractament dels diversos dialectes. La seva posició serà la de les raons biològiques, sociolingüístiques i l'euskera batua s'edificarà sobre la base comuna dels dialectes més utilitzats. El 1968 va ser professor de lingüística indoeuropea.

### Docència parisenca
Una de les conseqüències del maig francès és la descentralització i ampliació universitàries de 1969. Des de 1969 i fins a 1971, imparteix la docència de lingüística basca comparada com a professeur associé a la Universitat de la Sorbona i com a chargé de cours en la Ecole Practique des Hautes Etudes, i l'amistat d'André Martinet li fou fonamental en aquest període. Koldo Mitxelena va començar la seva estada a casa del lingüista, que el va introduir en el seu cercle d'amistats i de científics (Jeanne Martinet, Giovana Madonia, Nicole Moutard, etc.) i en la seva xarxa de publicacions.

### Polifacètic i observador
Va ser un lingüista vocacional, poliglot de curiositat universal, però no sols això; Koldo Mitxelena va ser un devorador de literatura, inclosa la policíaca, i cinema; la seva presència va ser requerida per a jurats i esdeveniments culturals.

### El retorn al País Basc: naixement de la UPV/EHU
La transició política, així com les primeres eleccions, sorprenen Koldo Mitxelena a Salamanca. Això no obsta perquè, des d'Errenteria, a la qual retorna sempre que pot, prengui part amb passió en diversos esdeveniments com la creació de la Universitat del País Basc (UPV/EHU), la normalització politicocultural del País Basc o la docència en aquesta nova universitat. El 1978, va prendre al seu càrrec la Facultat de Filologia de la Universitat del País Basc. Durant tota la seva vida, va prendre una posició política rellevant en favor del nacionalisme basc.

## Obres
- Historia de la literatura vasca (1960).
- Fonética histórica vasca (1961).
- Lenguas y protolenguas (1963).
- Textos arcaicos vascos (1964).
- Sobre el pasado de la lengua vasca (1964).